# Malaysia Open 1993
Die Malaysia Open 1993 im Badminton fanden vom 13. bis zum 17. Juli 1993 in Kuching statt.

## Sieger und Platzierte
| Disziplin    | Gold                           | Silber                             | Bronze                     |
| ------------ | ------------------------------ | ---------------------------------- | -------------------------- |
| Herreneinzel | Ardy Wiranata                  | Heryanto Arbi                      | Kim Hak-kyun               |
| Herreneinzel | Ardy Wiranata                  | Heryanto Arbi                      | Poul-Erik Høyer Larsen     |
| Dameneinzel  | Susi Susanti                   | Lim Xiaoqing                       | Jaroensiri Somhasurthai    |
| Dameneinzel  | Susi Susanti                   | Lim Xiaoqing                       | Zarinah Abdullah           |
| Herrendoppel | Ricky Subagja Rexy Mainaky     | Cheah Soon Kit Soo Beng Kiang      | Jalani Sidek Razif Sidek   |
| Herrendoppel | Ricky Subagja Rexy Mainaky     | Cheah Soon Kit Soo Beng Kiang      | Tan Kim Her Yap Kim Hock   |
| Damendoppel  | Christine Gandrup Lim Xiaoqing | Lotte Olsen Lisbet Stuer-Lauridsen | Gillian Clark Joanne Goode |
| Damendoppel  | Christine Gandrup Lim Xiaoqing | Lotte Olsen Lisbet Stuer-Lauridsen | Tomomi Matsuo Kyoko Sasage |
| Mixed        | Michael Søgaard Gillian Gowers | Paulus Firman S. Herawati          | Nick Ponting Gillian Clark |
| Mixed        | Michael Søgaard Gillian Gowers | Paulus Firman S. Herawati          | Joko Mardianto Sri Untari  |

## Finalergebnisse
| Disziplin    | Sieger                           | Finalist                           | Ergebnis           |
| ------------ | -------------------------------- | ---------------------------------- | ------------------ |
| Herreneinzel | Ardy Wiranata                    | Heryanto Arbi                      | 11-15, 15-5, 17-14 |
| Dameneinzel  | Susi Susanti                     | Lim Xiaoqing                       | 11-6, 11-2         |
| Herrendoppel | Rexy Mainaky Ricky Subagja       | Cheah Soon Kit Soo Beng Kiang      | 15-7, 15-5         |
| Damendoppel  | Lim Xiaoqing Christine Magnusson | Lotte Olsen Lisbet Stuer-Lauridsen | 15-12, 18-14       |
| Mixed        | Michael Søgaard Gillian Gowers   | Paulus Firman S. Herawati          | 18-13, 15-13       |

## Ergebnisse

### Herreneinzel Qualifikation
- Cheng Foo Yong –  Mohammad Hj Junid: 15-0 / 15-6
- Ahmad Zaki Abdul Kadir –  Brent Olynyk: 15-8 / 15-11
- Yin Siong Lim –  Wong Kong Soon: 15-11 / 15-3
- Dallan Foo –  Galvin Lim: 9-15 / 15-5 / 15-13
- Darryl Yung –  Mui Seng Kho: 15-10 / 15-11
- Huang Yeu-der –  Ramesh Nathan: 15-7 / 15-1
- Jason Wong –  Roslan Kassim: 15-6 / 15-4
- Chong Chen Teh –  Zailani Yuin: 15-6 / 17-14
- Kai Wui Shim –  Cheng Foo Yong: 15-5 / 15-2
- Wei Ping Ting –  Ahmad Zaki Abdul Kadir: 15-8 / 10-15 / 15-3
- Yin Siong Lim –  Zamrul Othman: 15-7 / 15-7
- Azahan Othman –  Dallan Foo: 15-5 / 15-6
- Chew Choon Eng –  Yuki Nakamura: 15-9 / 15-0
- Buscari Eddie –  R. Marimaran: 15-6 / 8-15 / 18-13
- Lee Wei-jen –  Boon Hiong Kho: 15-9 / 15-7
- Yiew Loong Loo –  Darryl Yung: 15-9 / 15-4
- Jason Wong –  Huang Yeu-der: 6-15 / 15-6 / 15-8
- Mahathir Mustaffa –  Chong Chen Teh: 15-11 / 15-13
- Kai Wui Shim –  Ibrahim Abdul Rahman: 15-5 / 15-2
- Chew Choon Eng –  Azahan Othman: 15-7 / 15-7
- Lee Wei-jen –  Buscari Eddie: 15-5 / 15-4

### Herreneinzel
- Heryanto Arbi –  Atsushi Kusai: 15-3 / 15-1
- Liu En-hung –  Pei Wee Chung: 15-7 / 15-11
- Peter Knowles –  Yiew Loong Loo: 15-2 / 5-15 / 15-9
- Yong Hock Kin –  Jyri Aalto: 15-7 / 15-3
- Park Sung-woo –  Indra Wijaya: 12-15 / 15-7 / 18-17
- You Kok Kiong –  Ismail Saman: 6-15 / 15-6 / 15-4
- Sompol Kukasemkij –  Jason Wong: 15-2 / 15-5
- Wong Ewee Mun –  Michael Søgaard: 9-15 / 15-10 / 15-9
- Poul-Erik Høyer Larsen –  Roslin Hashim: 9-15 / 18-13 / 15-2
- Fumihiko Machida –  Mahathir Mustaffa: 15-6 / 15-1
- Lin Wei-chen –  Andy Chong: 10-15 / 15-11 / 15-13
- Wong Wai Lap –  Freddy Sukiman: 15-13 / 15-2
- Kai Wui Shim –  Muralidesan Krishnamurthy: 15-9 / 7-15 / 15-6
- Pang Chen –  Peter Espersen: 15-12 / 15-4
- Lee Mou-chou –  Wei Ping Ting: 15-3 / 15-5
- Hannes Fuchs –  Yuzo Kubota: 15-6 / 11-15 / 15-2
- Jens Olsson –  Rosman Razak: 15-13 / 15-6
- Kwan Yoke Meng –  Yin Siong Lim: 15-5 / 15-1
- Anders Nielsen –  Kin Meng Horatius Hwang: 15-10 / 15-9
- Kantharoopan Ponniah –  Tsang Ching Kin: 15-4 / 15-1
- Ardy Wiranata –  Luecha Kajonnetikul: 15-8 / 15-6
- Ong Ewe Hock –  Kitipon Kitikul: 15-1 / 15-5
- Chew Choon Eng –  Kam Fook Ng: 17-15 / 15-7
- Kim Hak-kyun –  Tan Sian Peng: 15-7 / 15-4
- Tey Seu Bock –  Takuya Katayama: 15-10 / 15-6
- Pontus Jäntti –  Lee Wei-jen: 15-3 / 15-4
- Hendrawan –  Koo Yong Chut: 15-13 / 15-10
- Thomas Stuer-Lauridsen –  Chang Jeng-shyuang: 15-7 / 15-1
- Marleve Mainaky –  Teeranun Chiangtha: w.o.
- Lo Ah Heng –  Robert Liljequist: w.o.
- Foo Kok Keong –  Boon Leng Lim: w.o.
- Wu Chun-sheng –  George Rimarcdi: w.o.
- Heryanto Arbi –  Liu En-hung: 15-4 / 15-8
- Yong Hock Kin –  Peter Knowles: 14-17 / 15-3 / 15-5
- Park Sung-woo –  You Kok Kiong: 15-5 / 15-6
- Sompol Kukasemkij –  Wong Ewee Mun: 15-12 / 15-3
- Poul-Erik Høyer Larsen –  Fumihiko Machida: 15-7 / 15-4
- Marleve Mainaky –  Lo Ah Heng: 15-2 / 15-6
- Foo Kok Keong –  Lin Wei-chen: 9-15 / 17-15 / 15-11
- Wong Wai Lap –  Kai Wui Shim: 15-6 / 15-8
- Pang Chen –  Lee Mou-chou: 25-9 / 15-3
- Jens Olsson –  Hannes Fuchs: 25-4 / 25-20
- Kwan Yoke Meng –  Anders Nielsen: 15-5 / 8-15 / 15-7
- Ardy Wiranata –  Kantharoopan Ponniah: 15-7 / 15-4
- Kim Hak-kyun –  Chew Choon Eng: 18-16 / 15-12
- Pontus Jäntti –  Tey Seu Bock: 15-6 / 15-10
- Thomas Stuer-Lauridsen –  Hendrawan: 15-6 / 9-15 / 15-10
- Ong Ewe Hock –  Wu Chun-sheng: w.o.
- Heryanto Arbi –  Yong Hock Kin: 15-2 / 15-1
- Sompol Kukasemkij –  Park Sung-woo: 15-6 / 15-9
- Poul-Erik Høyer Larsen –  Marleve Mainaky: 15-8 / 15-9
- Foo Kok Keong –  Wong Wai Lap: 15-11 / 15-7
- Pang Chen –  Jens Olsson: 10-15 / 15-13 / 17-14
- Ardy Wiranata –  Kwan Yoke Meng: 15-3 / 8-15 / 15-10
- Kim Hak-kyun –  Ong Ewe Hock: 15-3 / 15-7
- Thomas Stuer-Lauridsen –  Pontus Jäntti: 18-13 / 15-3
- Heryanto Arbi –  Sompol Kukasemkij: 17-14 / 15-9
- Poul-Erik Høyer Larsen –  Foo Kok Keong: 15-7 / 15-5
- Ardy Wiranata –  Pang Chen: 15-3 / 15-7
- Kim Hak-kyun –  Thomas Stuer-Lauridsen: 15-12 / 12-15 / 15-6
- Heryanto Arbi –  Poul-Erik Høyer Larsen: 15-4 / 15-6
- Ardy Wiranata –  Kim Hak-kyun: 8-15 / 15-7 / 15-5
- Ardy Wiranata –  Heryanto Arbi: 11-15 / 15-5 / 17-14

### Dameneinzel Qualifikation
- Ika Heny –  Chiew Yang Kho: 11-0 / 11-1
- Sujitra Ekmongkolpaisarn –  K. Krishnamal: 11-1 / 5-0
- Leong Yeng Cheng –  Siew Kee Ng: 11-1 / 11-0
- Leen Ai –  Ko Hsin-lin: 11-4 / 11-5
- Mia Audina –  Chan Chia Fong: 11-2 / 11-1
- Urisra Dullpan –  Winnie Lee: 11-5 / 6-11 / 11-8
- Andrea Andersson –  Tan Siew Cheng: 4-11 / 11-3 / 11-0
- Chan Ya-lin –  Kuak Seok Choon: 12-11 / 11-1
- Ika Heny –  Sujitra Ekmongkolpaisarn: 11-2 / 11-0
- Leong Yeng Cheng –  Leen Ai: 11-6 / 12-9
- Mia Audina –  Urisra Dullpan: 11-6 / 11-1
- Chan Ya-lin –  Andrea Andersson: 11-2 / 11-0

### Dameneinzel
- Susi Susanti –  Natawan Yusakul: 11-0 / 11-2
- Ra Kyung-min –  Zamaliah Sidek: 11-3 / 12-10
- Christine Magnusson –  Chan Oi Ni: 11-5 / 11-6
- Ika Heny –  Hisako Mizui: 11-3 / 11-9
- Minarti Timur –  Chin Yen Peng: 11-9 / 11-1
- Jaroensiri Somhasurthai –  Chen Mei-cun: 11-4 / 11-5
- Lee Wai Leng –  Hwee Hwee Irene Lee: 11-5 / 11-5
- Shyu Yu-ling –  Wong Mee Hung: 11-4 / 11-6
- Yuliani Santosa –  Chi Teng Tan: 11-1 / 11-1
- Mia Audina –  Yuni Kartika: 11-1 / 11-5
- Lim Xiaoqing –  Miyoko Matsuoh: 11-2 / 11-2
- Zarinah Abdullah –  Chan Ya-lin: 11-2 / 11-5
- Joanne Muggeridge –  Thanitsara Juntest: 11-3 / 7-11 / 11-2
- Sarwendah Kusumawardhani –  Kim Kyeung-ran: 11-1 / 11-7
- Leong Yeng Cheng –  Lisbet Stuer-Lauridsen: w.o.
- Cheng Yin Sat –  Aiko Miyamura: w.o.
- Susi Susanti –  Ra Kyung-min: 11-2 / 11-3
- Ika Heny –  Christine Magnusson: 11-7 / 9-11 / 11-2
- Minarti Timur –  Leong Yeng Cheng: 11-2 / 11-7
- Jaroensiri Somhasurthai –  Lee Wai Leng: 11-12 / 12-10 / 11-5
- Yuliani Santosa –  Shyu Yu-ling: 11-7 / 11-1
- Lim Xiaoqing –  Mia Audina: 12-10 / 11-6
- Zarinah Abdullah –  Cheng Yin Sat: 11-2 / 11-2
- Sarwendah Kusumawardhani –  Joanne Muggeridge: 11-8 / 11-5
- Susi Susanti –  Ika Heny: 11-1 / 11-2
- Jaroensiri Somhasurthai –  Minarti Timur: 5-11 / 12-11 / 12-11
- Lim Xiaoqing –  Yuliani Santosa: 11-7 / 11-4
- Zarinah Abdullah –  Sarwendah Kusumawardhani: 8-10 / 1-0 / 1-0
- Susi Susanti –  Jaroensiri Somhasurthai: 11-1 / 11-4
- Lim Xiaoqing –  Zarinah Abdullah: 11-5 / 11-6
- Susi Susanti –  Lim Xiaoqing: 11-6 / 11-2

### Herrendoppel Qualifikation
- Boon Hiong Kho /  Galvin Lim –  Suhaimi Hj Ibrahim /  Zailani Yuin: 15-10 / 15-9 / 13-15
- Dallan Foo /  Wong Kong Soon –  Roslan Kassim /  Zamrul Othman: 15-2 / 15-1
- Mui Seng Kho /  Wei Ping Ting –  Luecha Kajonnetikul /  Kitipon Kitikul: 15-8 / 15-11
- Chang Jeng-shyuang /  Wu Chun-sheng –  R. Marimaran /  Azahan Othman: 15-11 / 15-9
- Ibrahim Abdul Rahman /  Ahmad Zaki Abdul Kadir –  Atsushi Kusai /  Kimio Miura: 15-6 / 15-4
- Yiew Loong Loo /  Cheng Foo Yong –  Azmi Hasbie /  Irwan Hasbie: 15-5 / 15-5
- Ahmad Salleh /  Manlasit Wasli –  Dallan Foo /  Wong Kong Soon: 17-14 / 8-15 / 15-4
- Mahathir Mustaffa /  Chong Chen Teh –  Mohammad Hj Junid /  George Thane: 15-8 / 15-10
- Mui Seng Kho /  Wei Ping Ting –  Ismail Saman /  Yin Siong Lim: 15-4 / 17-15
- Ramesh Nathan /  Jason Wong –  Chang Jeng-shyuang /  Wu Chun-sheng: 15-7 / 11-15 / 15-7
- Brent Olynyk /  Darryl Yung –  Ibrahim Abdul Rahman /  Ahmad Zaki Abdul Kadir: 15-12 / 15-5
- Boo Hock Khoo /  Lee Chee Leong –  Ibrahim Abdul Rahman /  Ahmad Zaki Abdul Kadir: 15-10 / 15-8
- Yiew Loong Loo /  Cheng Foo Yong –  Ahmad Salleh /  Manlasit Wasli: 15-7 / 15-5
- Mui Seng Kho /  Wei Ping Ting –  Mahathir Mustaffa /  Chong Chen Teh: 15-5 / 15-3
- Brent Olynyk /  Darryl Yung –  Ramesh Nathan /  Jason Wong: 15-1 / 15-6

### Herrendoppel
- Ricky Subagja /  Rexy Mainaky –  Lo Ah Heng /  Tey Seu Bock: 15-2 / 15-3
- Huang Zhanzhong /  Liu Jianjun –  Boo Hock Khoo /  Lee Chee Leong: 15-7 / 15-6
- Yap Yee Guan /  Yap Yee Hup –  Jan Paulsen /  Michael Søgaard: 15-4 / 5-15 / 15-8
- Jalani Sidek /  Razif Sidek –  Yiew Loong Loo /  Cheng Foo Yong: 15-1 / 15-4
- Fumihiko Machida /  Koji Miya –  Horng Shin-jeng /  Huang Chuan-chen: 15-5 / 15-7
- Pramote Teerawiwatana /  Sakrapee Thongsari –  Koo Yong Chut /  Muralidesan Krishnamurthy: 15-4 / 15-8
- Aras Razak /  Aman Santosa –  Roslin Hashim /  Pang Cheh Chang: 15-4 / 11-15 / 18-13
- Chan Siu Kwong /  Ng Pak Kum –  Liao Kuo-mao /  Tu Tung-sheng: 11-15 / 15-10 / 15-8
- Tan Kim Her /  Yap Kim Hock –  Monthon Bumphenkeitikul /  Khunakorn Sudhisodhi: 15-6 / 15-2
- Rudy Gunawan Haditono /  Dicky Purwotjugiono –  Mui Seng Kho /  Wei Ping Ting: 15-5 / 15-5
- Ong Ewe Chye /  Rahman Sidek –  Lee Wei-jen /  Liu En-hung: 15-11 / 15-8
- Ha Tae-kwon /  Yoo Yong-sung –  Pei Wee Chung /  Kantharoopan Ponniah: 15-7 / 15-4
- Takuya Katayama /  Yuzo Kubota –  Brent Olynyk /  Darryl Yung: 18-15 / 15-10
- Cheah Soon Kit /  Soo Beng Kiang –  Hamid Khan /  Boon Leng Lim: 15-3 / 15-1
- Chris Hunt /  Nick Ponting –  Patrick Lau Kim Pong /  Hong Han Lim: w.o.
- Chew Choon Eng /  Rosman Razak –  Pär-Gunnar Jönsson /  Jens Olsson: w.o.
- Ricky Subagja /  Rexy Mainaky –  Huang Zhanzhong /  Liu Jianjun: 15-4 / 15-4
- Yap Yee Guan /  Yap Yee Hup –  Chris Hunt /  Nick Ponting: 15-5 / 15-9
- Jalani Sidek /  Razif Sidek –  Fumihiko Machida /  Koji Miya: 15-2 / 15-4
- Pramote Teerawiwatana /  Sakrapee Thongsari –  Aras Razak /  Aman Santosa: 15-11 / 15-5
- Tan Kim Her /  Yap Kim Hock –  Chan Siu Kwong /  Ng Pak Kum: 15-7 / 13-15 / 15-8
- Rudy Gunawan Haditono /  Dicky Purwotjugiono –  Chew Choon Eng /  Rosman Razak: 15-3 / 15-2
- Ha Tae-kwon /  Yoo Yong-sung –  Ong Ewe Chye /  Rahman Sidek: 5-15 / 15-8 / 17-16
- Cheah Soon Kit /  Soo Beng Kiang –  Takuya Katayama /  Yuzo Kubota: 15-3 / 15-2
- Ricky Subagja /  Rexy Mainaky –  Yap Yee Guan /  Yap Yee Hup: 15-4 / 15-9
- Jalani Sidek /  Razif Sidek –  Pramote Teerawiwatana /  Sakrapee Thongsari: 6-15 / 15-3 / 15-8
- Tan Kim Her /  Yap Kim Hock –  Rudy Gunawan Haditono /  Dicky Purwotjugiono: 15-13 / 14-17 / 15-9
- Cheah Soon Kit /  Soo Beng Kiang –  Ha Tae-kwon /  Yoo Yong-sung: 15-6 / 15-8
- Ricky Subagja /  Rexy Mainaky –  Jalani Sidek /  Razif Sidek: 8-15 / 18-15 / 15-9
- Cheah Soon Kit /  Soo Beng Kiang –  Tan Kim Her /  Yap Kim Hock: 15-9 / 15-4
- Ricky Subagja /  Rexy Mainaky –  Cheah Soon Kit /  Soo Beng Kiang: 15-7 / 15-5

### Damendoppel
- Cheng Yin Sat /  Chung Hoi Yuk –  Leong Yeng Cheng /  Tan Siew Cheng: 15-0 / 15-2
- Feng Mei-ying /  Jou Yu-Lin –  Ay Ling The /  Nonong Denis Zanati: 18-16 / 15-11
- Chan Ya-lin /  Chen Mei-cun –  Chan Chia Fong /  Winnie Lee: 15-11 / 15-6
- Choi Ma-ree /  Jang Hye-ock –  Lee Wai Leng /  Tan Lee Wai: 15-11 / 5-15 / 15-7
- Ngan Fai /  Tung Chau Man –  Zamaliah Sidek /  Wong Mee Hung: 18-16 / 15-1
- Eny Oktaviani /  Lilik Sudarwati –  Gil Young-ah /  Kim Shin-young: 15-6 / 12-15 / 15-10
- Wang Xiaoyuan /  Yang Nianhong –  Chiew Yang Kho /  Siew Kee Ng: 15-1 / 15-2
- Dujfan Iangsuwanpatema /  Ruksita Sookboonmak –  Chin Yen Peng /  Chi Teng Tan: 15-11 / 15-2
- Ko Hsin-lin /  Lin Hui-hsu –  Leen Ai /  Kuak Seok Choon: 15-10 / 12-15 / 15-6
- Lotte Olsen /  Lisbet Stuer-Lauridsen –  Cheng Yin Sat /  Chung Hoi Yuk: 15-3 / 15-3
- Maria Bengtsson /  Joanne Muggeridge –  Feng Mei-ying /  Jou Yu-Lin: 15-3 / 15-4
- Gillian Clark /  Joanne Goode –  Chan Ya-lin /  Chen Mei-cun: 15-4 / 15-2
- Eny Oktaviani /  Lilik Sudarwati –  Ngan Fai /  Tung Chau Man: 15-10 / 15-0
- Tomomi Matsuo /  Kyoko Sasage –  Wang Xiaoyuan /  Yang Nianhong: 11-15 / 15-13 / 18-14
- Gillian Gowers /  Rosiana Tendean –  Dujfan Iangsuwanpatema /  Ruksita Sookboonmak: 15-7 / 15-1
- Christine Magnusson /  Lim Xiaoqing –  Ko Hsin-lin /  Lin Hui-hsu: 15-2 / 15-7
- Choi Ma-ree /  Jang Hye-ock –  Aiko Miyamura /  Hisako Mizui: w.o.
- Lotte Olsen /  Lisbet Stuer-Lauridsen –  Maria Bengtsson /  Joanne Muggeridge: 15-9 / 15-6
- Gillian Clark /  Joanne Goode –  Choi Ma-ree /  Jang Hye-ock: 15-11 / 15-3
- Tomomi Matsuo /  Kyoko Sasage –  Eny Oktaviani /  Lilik Sudarwati: 9-15 / 15-5 / 15-5
- Christine Magnusson /  Lim Xiaoqing –  Gillian Gowers /  Rosiana Tendean: 15-10 / 3-15 / 15-10
- Lotte Olsen /  Lisbet Stuer-Lauridsen –  Gillian Clark /  Joanne Goode: 15-7 / 15-12
- Christine Magnusson /  Lim Xiaoqing –  Tomomi Matsuo /  Kyoko Sasage: w.o.
- Christine Magnusson /  Lim Xiaoqing –  Lotte Olsen /  Lisbet Stuer-Lauridsen: 15-12 / 18-14

### Mixed
- Paulus Firman /  S. Herawati –  Ong Ewe Chye /  Zamaliah Sidek: 15-18 / 15-3 / 15-3
- Chan Siu Kwong /  Chung Hoi Yuk –  Brent Olynyk /  Leong Yeng Cheng: 15-3 / 15-6
- Huang Zhanzhong /  Yang Nianhong –  Chang Jeng-shyuang /  Chen Mei-cun: 15-8 / 15-11
- Joko Mardianto /  Sri Untari –  Huang Chuan-chen /  Feng Mei-ying: 15-3 / 15-3
- Chris Hunt /  Joanne Goode –  Lee Wei-jen /  Jou Yu-Lin: 15-2 / 17-14
- Liu Jianjun /  Wang Xiaoyuan –  Pang Cheh Chang /  Tung Chau Man: 15-8 / 15-2
- Richard Mainaky /  Erma Sulistianingsih –  Liao Kuo-mao /  Chan Ya-lin: 15-3 / 15-4
- Tan Kim Her /  Tan Lee Wai –  Ng Pak Kum /  Chan Oi Ni: 15-10 / 14-18 / 15-9
- Yoo Yong-sung /  Choi Ma-ree –  Darryl Yung /  Tan Siew Cheng: 15-3 / 15-10
- Lee Mou-chou /  Ko Hsin-lin –  Flandy Limpele /  Dede Hasanah: 17-15 / 17-18 / 15-11
- Ha Tae-kwon /  Jang Hye-ock –  R. Marimaran /  K. Krishnamal: w.o.
- Liu En-hung /  Lin Hui-hsu –  Andy Chong /  Andrea Andersson: w.o.
- Paulus Firman /  S. Herawati –  Pär-Gunnar Jönsson /  Maria Bengtsson: 15-18 / 15-11 / 15-7
- Chan Siu Kwong /  Chung Hoi Yuk –  Huang Zhanzhong /  Yang Nianhong: 15-7 / 15-2
- Joko Mardianto /  Sri Untari –  Jan Paulsen /  Lotte Olsen: 15-10 / 15-9
- Chris Hunt /  Joanne Goode –  Ha Tae-kwon /  Jang Hye-ock: 15-8 / 15-2
- Richard Mainaky /  Erma Sulistianingsih –  Liu Jianjun /  Wang Xiaoyuan: 15-4 / 15-6
- Michael Søgaard /  Gillian Gowers –  Liu En-hung /  Lin Hui-hsu: 15-12 / 15-3
- Tan Kim Her /  Tan Lee Wai –  Yoo Yong-sung /  Choi Ma-ree: 15-12 / 15-4
- Nick Ponting /  Gillian Clark –  Lee Mou-chou /  Ko Hsin-lin: 15-6 / 15-2
- Paulus Firman /  S. Herawati –  Chan Siu Kwong /  Chung Hoi Yuk: 15-5 / 15-12
- Joko Mardianto /  Sri Untari –  Chris Hunt /  Joanne Goode: 10-15 / 15-4 / 15-6
- Michael Søgaard /  Gillian Gowers –  Richard Mainaky /  Erma Sulistianingsih: 15-9 / 15-6
- Nick Ponting /  Gillian Clark –  Tan Kim Her /  Tan Lee Wai: w.o.
- Paulus Firman /  S. Herawati –  Joko Mardianto /  Sri Untari: 18-15 / 15-8
- Michael Søgaard /  Gillian Gowers –  Nick Ponting /  Gillian Clark: 5-15 / 15-6 / 15-3
- Michael Søgaard /  Gillian Gowers –  Paulus Firman /  S. Herawati: 18-13 / 15-13